# Мальцево (Татарстан)
 Ма́льцево  — село в Елабужском районе Татарстана. Входит в состав Поспеловского сельского поселения.

## География
Находится в северной части Татарстана на расстоянии приблизительно 3 км на восток от районного центра города Елабуга у речки Тойма.

## История
Известно с 1652 года. С момента основания входила в состав Елабужской дворцовой волости, которая в конце XVIII века была преобразована в Качкинский удельный приказ. Жители деревни относились сначала к категории дворцовых крестьян, затем к категории удельных крестьян.

## Население
Постоянных жителей было в 1859—359, в 1887—528, в 1905—681, в 1920—519, в 1926—569, в 1938—670, в 1949—481, в 1958—288, в 1970—254, в 1979—188, в 1989—113. Постоянное население составляло 115 человек (русские 86 %) в 2002 году, 126 в 2010.